# Права ЛГБТ в Виктории
Виктория считается одним из самых прогрессивных австралийских штатов в вопросах связанных с ЛГБТ-людьми. Женские однополые отношения в Виктории были легальны всегда, мужские же узаконены с 1981 года. С 2008 года на территории штата регистрируются гражданские партнёрства для гомосексуальных пар. Однополые браки регистрируются с 2017 года.
Движение за права ЛГБТ в Австралии началось именно в Виктории, в частности в Мельбурне. Мельбурнские «Дочери Билитис» (англ. Daughters of Bilitis; 1969 год), вдохновлённые одноимённым американским формированием, были первой открытой общественной ЛГБТ-организацией, хоть и просуществовавшей всего несколько месяцев. Деятельность «Дочерей Билитиса» была подхвачена организацией «Society Five», созданной в 1971 году.
Викторианское ЛГБТ-сообщество внимательно следило за событиями в Южной Австралии, связанными с декриминализацией гомосексуальности, в период с 1972 по 1975 год. В 1976 году «The Age» сообщила о массовых арестах гей-активистов на пляже Блэк Рок в Виктории, сильно возмутивших австралийское ЛГБТ-сообщество.

## Законы, касающиеся гомосексуальности в Виктории
«Содомия» (англ. buggery) считалась незаконной в Виктории с 1958 по 1980 годы. В тогдашнем британском законодательстве, этот термин означал незаконность
1. анальных или оральных контактов, совершённых мужчиной с мужчиной или женщиной;
2. вагинальный контакт, совершённый мужчиной или женщиной над животным[11].

Закон о содомии был отменён при либеральном правительстве Руперта Хамера. Решение об этом было принято 72 голосами против 7, и вступило в силу в марте 1981 года. Тогда же был выбран возраст согласия для гомосексуальных половых актов — 18 лет. Однако, некорректно сформулированный термин «безнравственные намерения» (англ. "soliciting for immoral purposes"), введённый диссидентскими либералами, позволил полиции и дальше преследовать гомосексуальных мужчин в 1980-х годах.
В 1991 году был принят единый возраст сексуального согласия для гомо- и гетеросексуальных пар — 16 лет.